# Teoria nadprzewodnictwa Ginzburga-Landaua

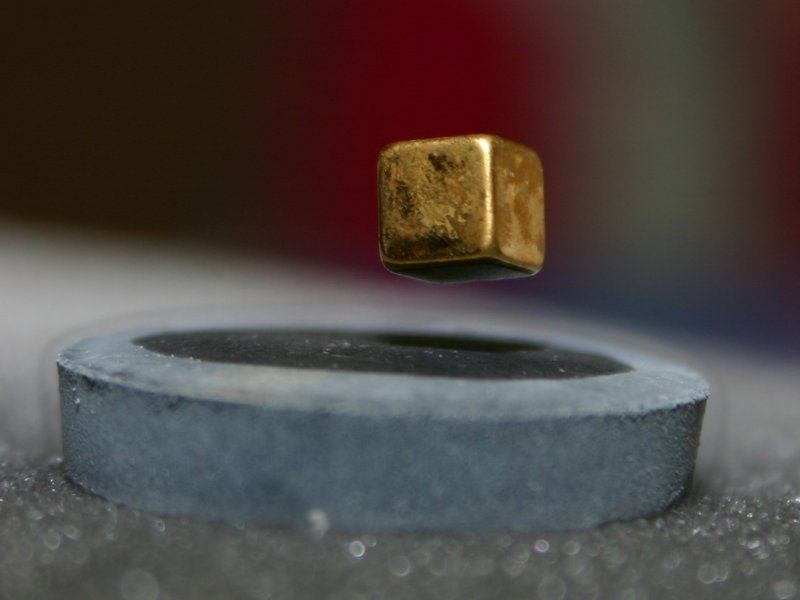
Magnes lewituje nad schłodzonym nadprzewodnikiem

Teoria nadprzewodnictwa Ginzburga-Landaua – w fizyce teoria opisująca nadprzewodnictwo, czyli zjawisko polegające na prawie całkowitym zaniku oporu elektrycznego, które pozwala na przepływ prądu o bardzo dużym natężeniu prawie bez strat. Pole magnetyczne nie może wniknąć do wnętrza nadprzewodnika, co powoduje, że wykonany z niego przedmiot lewituje nad magnesem. Teoria została zaproponowana przez Witalija Ginzburga i Lwa Landaua.

## Teoria fenomenologiczna
Teoria nadprzewodnictwa Ginzburga-Landaua podobnie jak inne teorie przejść fazowych ma charakter fenomenologiczny, co znaczy, że opisuje zjawisko w postaci pewnego równania nie odnosząc się do jego źródeł. Powstaje ona dzięki umiejętnemu dopasowaniu matematycznych zależności, ale nie pozwala na zrozumienie zjawisk zachodzących w mikroświecie, które są podstawą nadprzewodnictwa. W niskich temperaturach (ciekły hel –272 °C) zjawisko to opisuje teoria BCS, ale załamuje się ona w przypadku nadprzewodnictwa wysokotemperaturowego (ciekły azot –196 °C).
Teoria nadprzewodnictwa Ginzburga-Landaua jest użyteczna kiedy zjawiska w skali mikro są nieistotne do przewidzenia zjawisk zachodzących w nadprzewodniku. Opiera się na rozumowaniu zbliżonym do stosowanego w termodynamice, czyli nauce o procesach cieplnych w gazach. Pojawiają się w niej parametry takie jak masa efektywna oraz ładunek efektywny, którym odpowiada masa pary Coopera, czyli dwóch sparowanych elektronów oraz ładunek elektronu. Teoria nadprzewodnictwa Ginzburga-Landaua nie wyjaśnia dlaczego parametry te mają akurat taką postać i dopiero dzięki BCS można zrozumieć podstawy fizyczne zjawiska.

## Energia swobodna
Teoria nadprzewodnictwa Ginzburga-Landaua została oparta na wcześniejszej teorii Landaua dotyczącej przejścia fazowego drugiego rzędu. Energia swobodna {\displaystyle F} nadprzewodnika w okolicy przejścia fazowego może być wyrażona jako zespolony parametr rzędu {\displaystyle \psi ,} który opisuje poziom nadprzewodnictwa.
W teorii Ginzburga-Landaua postuluje się lagranżjan pola {\displaystyle \varphi ^{4},} tzn.:
{\displaystyle {\mathcal {L}}={\frac {\hbar ^{2}}{2m}}\nabla \psi \nabla \psi ^{\star }+\alpha |\psi |^{2}+\beta |\psi |^{4},\qquad {}}(*)
gdzie:
{\displaystyle \nabla } – operator nabla,
{\displaystyle {\mathcal {L}}} – lagranżjan układu nadprzedwonika,
{\displaystyle \hbar } – zredukowana stała Plancka,
{\displaystyle \alpha } i {\displaystyle \beta } – stałe empiryczne, czyli dobrane tak, aby najlepiej pasowały do pomiarów,
{\displaystyle m} – masa spoczynkowa elektronu.
Minimalizując metodą wariacyjną energię swobodną dla takiego pola otrzymujemy zależność opisaną równaniem:
{\displaystyle F=F_{n}+\alpha |\psi |^{2}+{\frac {\beta }{2}}|\psi |^{4}+{\frac {1}{2m}}\left|\left(-i\hbar \nabla -2e{\vec {A}}\right)\psi \right|^{2}+{\frac {|{\vec {H}}|^{2}}{2\mu _{0}}},\qquad {}} (**)
gdzie:
{\displaystyle F_{n}} – energia swobodna w fazie normalnej,
{\displaystyle {\vec {A}}} – potencjał wektorowy,
{\displaystyle {\vec {H}}} – natężenie pola magnetycznego,
{\displaystyle \mu _{0}} – przenikalność magnetyczna próżni,
{\displaystyle e} – ładunek elektronu.

## Równania Ginzburga-Landaua
Zgodnie z zasadami termodynamiki każdy układ dąży do minimalizacji energii swobodnej. Odszukując minimum równania (**) oraz uwzględniając fluktuacje w parametrze porządku oraz potencjale pola elektromagnetycznego, można wyznaczyć równania Ginzburga-Landaua:
{\displaystyle \alpha \psi +\beta |\psi |^{2}\psi +{\frac {1}{2m}}\left(-i\hbar \nabla -2e{\vec {A}}\right)^{2}\psi =0,\qquad {}}(***)
{\displaystyle {\vec {J}}={\frac {2e}{m}}\left(\psi ^{*}\left(-i\hbar \nabla -2e{\vec {A}}\right)\psi \right),\qquad {}}(****)
gdzie:
{\displaystyle {\vec {J}}} – gęstość prądu,
i – jednostka urojona.
Równanie (***) jest podobne do czasozależnego równania Schrödingera i określa parametr porządku {\displaystyle \psi } w oparciu o przyłożone pole magnetyczne. Równanie (****) pozwala wyznaczyć natężenie prądu nadprzewodnictwa
Parametry {\displaystyle \alpha ,} {\displaystyle \beta } wynoszą odpowiednio:
{\displaystyle \alpha =1{,}83{\frac {1}{\xi _{0}}}{\frac {T-T_{0}}{T_{0}}},}
{\displaystyle \beta =0{,}35N(0)\left({\frac {\hbar ^{2}}{2m\xi _{0}^{2}}}\right)^{2}{\frac {1}{(k_{B}T_{0})^{2}}},}
gdzie {\displaystyle N(0)} jest gęstością stanów na powierzchni Fermiego, a {\displaystyle \xi _{0}} jest długością koherencji. Reszta oznaczeń standardowa.

## Długości charakterystyczne
Równania Ginzburga-Landaua umożliwiają opis wielu ciekawych zjawisk związanych z nadprzewodnikami, a szczególnie dwie długości charakterystyczne dla tego typu materiałów.
Pierwsza to długość koherencji {\displaystyle \xi ,} określająca największą odległość, na jakiej wystąpią zmiany par porządku opisującą rozmiar fluktuacji termodynamicznych w fazie nadprzewodzącej {\displaystyle \psi ,} która dana jest równaniem:
{\displaystyle \xi ={\sqrt {\frac {\hbar ^{2}}{2m|\alpha |}}}.}
Druga z nich to głębokość wnikania pola magnetycznego w nadprzewodnik {\displaystyle \lambda ,} opisana zależnością:
{\displaystyle \lambda ={\sqrt {\frac {m}{4\mu _{0}e^{2}\psi _{0}^{2}}}}.}
gdzie {\displaystyle \psi _{0}} – wartość parametru rządu w stanie równowagi przy braku pola elektromagnetycznego.
Parametr Ginzburg-Landau {\displaystyle \kappa } można obliczyć z zależności:
{\displaystyle \kappa \ ={\frac {\lambda }{\xi }}.}
Dla nadprzewodników niskotemperaturowych:
{\displaystyle \kappa <{\frac {1}{\sqrt {2}}},}
a dla wysokotemperaturowych:
{\displaystyle \kappa >{\frac {1}{\sqrt {2}}}.}
Dla przewodników niskotemperaturowych przejście fazowe jest pierwszego rzędu, a dla wysokotemperaturowych drugiego, co zostało dowiedzione podczas wyprowadzania dualnej teorii Ginzburg-Landau.
Najważniejszym odkryciem opartym na teorii Ginzburg-Landau, było zaobserwowanie zjawiska polegającego na kwantyzacji kanałów, którymi silne pole magnetyczne penetruje nadprzewodnik, tworząc charakterystyczne sześciokątne struktury.